# Il conte Max (film 1991)
Il conte Max è un film del 1991 diretto e interpretato da Christian De Sica, secondo remake del film Il signor Max, con protagonista suo padre Vittorio, e del film omonimo del 1957, con Vittorio De Sica e Alberto Sordi.
Il film è dedicato ad Antonello Falqui.

## Trama
Alfredo è un rozzo riparatore di motociclette romano amico del Conte Max, uno spiantato gentiluomo ed ex gaudente. Quest'ultimo invita Alfredo nella sua residenza a Campo de' Fiori e gli insegna il galateo, il francese e come si gioca a poker. Le risate cominceranno quando Alfredo conosce ed insegue a Parigi la bellissima fotomodella Isabella Matignon.